# Бун, Айк
Айзек Морган «Айк» Бун (англ. Isaac Morgan «Ike» Boone, 17 февраля 1897, Саманта, Алабама — 1 августа 1958, Нортпорт, Алабама) — американский бейсболист, аутфилдер. Выступал в МЛБ в течение восьми сезонов. Один из лучших отбивающих в истории младших бейсбольных лиг.

## Биография
Айк родился 17 февраля 1897 года. Он был одним из шести детей в семье Айзека-старшего и Нормы Ли, владевших фермой в округе Таскалуса. Айк окончил старшую школу в Гантерсвилле. В июле 1918 года он был призван на военную службу, которую проходил в ВМС матросом второго класса. После возвращения, вместе с братом Дэном, он поступил в Алабамский университет. Проучившись всего один год, Айк выбрал бейсбол.
В 1920 году он начал выступления в Лиге штата Джорджия за «Сидартаун Сидарс». Айк стал лучшим в лиге по показателю отбивания и числу триплов и хоум-ранов. В конце сезона он также провёл десять игр за клуб A-лиги «Нью-Орлеан Пеликанс», заменяя травмированного Хью Брэдли. После этого клуб предложил ему контракт на сезон 1921 года. В чемпионате Бун сыграл за клуб в 155 матчах, снова став лучшим отбивающим в лиге с показателем 38,9 %. В сентябре права на него были выкуплены клубом МЛБ «Нью-Йорк Джайентс». 
В первом для себя сезоне в Главной лиге бейсбола Айк вышел на поле всего в двух играх — 22 апреля против «Бруклина» и 26 апреля против «Цинциннати». В начале мая его перевели в состав команды «Толидо Мад Хенс», а с июня до конца сезона Бун играл за «Литтл-Рок Трэвелерс». В фарм-клубе Айк провёл и почти весь 1923 год. В 148 играх за «Сан-Антонио Беарс» он отбивал с показателем 40,2 %, а также установил рекорд лиги, проведя серию из 35 матчей с хитами. В начале сентября он стал одним из пяти игроков «Беарс», приобретённых «Бостон Ред Сокс». С 18 по 21 сентября Айк принял участие в пяти играх за новую команду, выходя на разные позиции в аутфилде, а также назначенным отбивающим. В последней из игр он столкнулся с партнёром по команде и получил травму левой ноги, из-за которой Бун пропустил оставшуюся часть сезона. 
За «Ред Сокс» Айк провёл два полных сезона. В 1924 году он стал лучшим отбивающим команды и вошёл в пятёрку лучших игроков Американской лиги по количеству хоум-ранов. Ещё лучше Бун провёл чемпионат 1925 года, но команда в целом набрала на сто очков меньше. Несмотря на хорошую игру, этот сезон стал для него последним в «Бостоне». Причинами были его слабая игра в защите и не лучшее финансовое положение владельца «Ред Сокс» Роберта Куинна.
21 января 1926 года права на Буна были проданы клубу «Сан-Франциско Мишнс» за 7 500 долларов. После завершения сделки газета San Francisco Chronicle язвительно сообщила, что имевший лишний вес игрок обошёлся команде в 32 доллара 50 центов за фунт. В чемпионате Тихоокеанской лиги Айк сыграл в 172 матчах, выбив 32 хоум-рана и войдя в число трёх лучших отбивающих лиги. В сентябре он получил перелом челюсти после попадания мяча и досрочно закончил сезон. В октябре на драфте Бун был выбран клубом «Чикаго Уайт Сокс» и снова вернулся в МЛБ.
В Чикаго Айк не сумел проявить себя, проведя за команду только 29 игр. Он набрал ещё больший вес, а в конце апреля перенёс операцию по удалению аппендицита. На поле он вернулся в июне, но выйти на свой уровень игры не смог, отбивая с показателем всего 22,6 %. В начале ноября «Уайт Сокс» обменяли Буна в «Портленд Биверс». 
Перед началом весенних сборов в 1928 году он упал с лошади, получив черепно-мозговую травму. Восстановление шло долго и за «Портленд» он смог сыграть только в июле. На его статистику негативно повлиял и домашний стадион команды, имевший большую зону аутфилда, которую Айк не мог полноценно защищать. Он снова вернулся в Сан-Франциско, где были востребованы его навыки отбивающего и где он пользовался популярностью среди болельщиков. 
В 1929 году он провёл один из лучших сезонов в карьере. В 198 играх за «Мишнс» Бун выбил 55 хоум-ранов и стал лучшим в лиге по показателю отбивания, числу хитов, RBI и общему количеству занятых баз. Так же удачно Айк начал чемпионат 1930 года. В июне его контракт был выкуплен клубом «Бруклин Робинс». Он снова вернулся в МЛБ, проведя за новую команду сорок игр и улучшив свои действия в защите.
Закрепиться в основном составе «Робинс» Айк не смог и в 1931 и 1932 годах провёл за клуб всего восемнадцать игр. Большую часть этого отрезка карьеры Бун выступал за «Ньюарк Беарс» в Международной лиге, став в 1931 году её лучшим отбивающим. Последнюю игру в МЛБ он провёл 9 мая 1932 года.
С 1932 по 1936 год Айк выступал в Международной лиге за «Торонто», завершив карьеру в возрасте тридцати девяти лет. В сезоне 1934 года Бун был назван Самым ценным игроком Международной лиги. В 1937 году он был назначен главным тренером команды «Джексон Сенаторз», входившей в систему «Нью-Йорк Янкис», но уже в июне оставил должность. 
После завершения карьеры в бейсболе Айк работал в сфере недвижимости. С 1952 года он руководил службой безопасности на заводе в Алабаме. Скончался Айк Бун 1 августа 1958 года в результате сердечного приступа. 